# 도스톤베크 투르수노프
도스톤베크 투르수노프(우즈베크어: Dostonbek Tursunov, 러시아어: Достонбек Турсунов, 1995년 6월 13일 ~ )는 우즈베키스탄의 축구 선수이다. 포지션은 수비수이다. 현재 중국 슈퍼리그의 충칭 당다이 리판 소속이다. K리그 등록명은 도스톤벡였다.

## 클럽 경력
2015년 FK 네프치 페르가나에서 프로 생활을 시작했다. 이후 2016년에 FK 코칸트 1912에 입단했다. 그후 PFK 메탈루그 베카바드에서 선수 생활을 했으며 2017년 시즌 중에 다시 FK 네프치 페르가나로 이적했다.
2019시즌을 앞두고 J2리그의 레노파 야마구치 FC에 입단했다.
2020시즌을 앞두고 K리그1에 승격한 부산 아이파크로 이적했다.

## 국가대표팀 경력
2015년 FIFA U-20 월드컵에 참여하는 우즈베키스탄 U-20 대표팀에 포함되었다.
2018년 AFC U-23 챔피언십에 참가했으며 대회 조별리그 3차전 오만과의 경기에서 결승골을 넣으며 팀의 1-0 승리를 이끌었다. 이후 2018년 아시안 게임에 참여하는 우즈베키스탄 U-23 축구 국가대표팀에 포함되었다.
2018년 5월 18일 열린 이란 축구 국가대표팀과의 경기에서 우즈베키스탄 축구 국가대표팀 데뷔전을 치렀다. 이후 2019년 AFC 아시안컵 최종명단에 포함되었다. 2019년 6월 7일 열린 조선민주주의인민공화국 축구 국가대표팀과의 경기에서 국가대표팀 데뷔골을 넣었다.

## 수상

### 팀
- AFC U-23 챔피언십 우승: 2018